# 오 마이 베이비 (드라마)
《오 마이 베이비》는 2020년 5월 13일부터 2020년 7월 2일까지 방영된 tvN 수목 드라마이다.

## 줄거리
결혼은 건너뛰고 아이만 낳고 싶은 솔직당당 육아지 기자 장하리와 뒤늦게 그녀의 눈에 포착된 세 남자의 과속필수 로맨스

## 등장 인물

### 주요 인물
- 장나라 : 장하리 역 - 39세(40세) 육아지 [더 베이비] 차장

육아지 [더 베이비]의 2인자이자 실세다. 직장 생활 15년 만큼의 능력과 재산 있지, 어딜 가나 예쁘단 소리 듣지, 모난 구석 없지, 예측 불허 한 성격으로 웃기기까지 하는데! 왜인지 10년 넘게 연애를 못하고 있다. 결혼 정보 회사의 VIP 회원이 될 정도로 노력했었지만 마흔을 앞둔 지금은 꼭 결혼을 해야 하나 싶다. 친구 같은 엄마가 있고. 마감 후 함께 여행을 떠나줄 동료도 있고. 외로운 밤을 달래줄 술과 영화가 있으니 심심하진 않다.
- 고준 : 한이상 역 - 41세 프리랜서 포토그래퍼

늘 새로운 취미를 찾아다니는 독신주의자다. 한 번도 못 해본 일에 집착하는 그를 사람들은 욜로족이라 오해하지만 정작 본인은 그저 사는 게 재미없어서 재밌는 걸 찾는 것 뿐이다. 염세적인데 참 열심히 살고, ‘싫어요’, ‘아니요’가 입버릇이지만 남의 부탁을 거절하지 못하고, 철없이 개구지다가도 아재력이 흘러나오는 이 독신남은 한때 사랑에 헌신했던 이상적인 남자였다. 이상은 스무 살에 만난 첫사랑 인아를 17년 동안 한결같이 사랑을 했다.
- 박병은 : 윤재영 역 - 39세 소아청소년과 전문의

수월한 인생이었다. 태어나 보니 유복한 가정이었고, 타고난 머리가 좋아 의대에 진학했고, 호감형 외모에, 무엇보다 밉지 않은 넉살 덕에 삶이 한결 편했다. 레지던트 시절, 흉부외과 여신 정원과 쪽잠을 쪼개가며 불같이 연애 하다 결혼했다. 병원을 깨밭으로 만들 만큼 행복한 신혼이었는데 도아의 100일 잔치 날, 미용실에 다녀온다 던 정원이 돌아오지 않았다. 덕분에 하루아침에 독박 육아 하게 된 재영은 결국 병원을 휴직 한다. 정원의 전 남편.
- 정건주 : 최강으뜸 역 - 27세 [더 베이비] 광고팀 신입 사원

여성학자인 으뜸의 어머니는 호주제가 폐지되고 양성 쓰기가 가능해지자 최으뜸의 호적에 자신의 성을 넣었다. 어머니 성이 '강' 씨인 관계로 '최강'이 된 그를 본 이들은 의문을 갖는다. 어디가 최강이란 말인가? 뭐가 으뜸이란 것인가? 그러다 서서히 알게 된다. 그가 최강 긍정, 으뜸 눈치 쓰레기라는 것을. 취준생 2년 차로 넘어가기 직전, [다채미디어]에서 면접을 보러 오라고 연락이 왔다. 면접장에 가서 야 광고영업부서에 지원했었다는 걸 알았으나 무조건 좋았다.

### 장하리 주변 인물

#### 더 베이비 편집부
- 김재화 : 심정화 역 - 43세, 편집장
- 백승희 : 박연호 역 - 35세, 수석 기자
- 박수영 : 최효주 역 - 26세, 기자
- 정라엘 : 이소윤 역 - 24세, 막내기자
- 정하율 : 광고팀 직원 역

#### 주변 인물
- 김혜옥 : 이옥란 역 - 62세. 하리 엄마
- 이미도 : 김은영 역 - 39세. 주부. 하리의 절 친. 고등학교 때부터 내내 붙어 다녔고 지금도 하리 옆 동네 산다.
- 문현정 : 주 선생 역 - 40대, 하리의 산부인과 의사.
- 김예령 : 이옥희 역 - 59세. 하리 이모. 언니인 옥란의 건물에서 빵집을 운영하고 있다.
- 이한위 : 박재한 역 - 61세. 하리 이모부. 부인 옥희와 함께 옥란의 건물에서 빵집을 운영한다. 동네에 소문난 애처가.

### 한이상 주변 인물

#### 잠비 스튜디오
- 조희봉 : 남수철 역 - 43세, 실장.
- 손화령 : 김상희 역 - 34세. 프리랜서 포토그래퍼

#### 주변 인물
- 이주실 : 순남 역 - 60대 후반. 이상 엄마.

### 최강으뜸 주변인물

#### 다채미디어
- 장광 : 조 회장 역 - 다채미디어 회장. 보수적인 경영관. 불같은 성질로 직원들을 잡지만 무엇보다 독자의 의견이 최우선인 잡지계의 원로다.
- 전진기 : 주승태 역 - 49세, 다채미디어 본부장
- 유승목 : 김철중 역 - 45세, 광고영업팀 부장. 딱 보면 형사인데, 입 열면 소심하고 여리디 여리다. 귀 얇고 입 싸서 본의 아니게 소문의 안테나가 된다.

### 그 외 인물
- 최홍일 : 조 아저씨 역 - 50대, 조조씨네 식당 주인.
- 손소망 : 박소망 역
- 양예승 : 전태희 역 - 한이상을 신뢰하는 유명 연예인
- 솔이 : 도아 역 - 재영의 딸
- 이다해 : 최지애 역

### 특별출연
- 김정화 : 정인아 역 - 이상의 옛 첫사랑
- 왕지혜 : 서정원 역 - 흉부외과 의사, 재영의 전 처. (2회)
- 전혜빈 : 강효주 역 - 한이상의 절친한 연예인.
- 안석환 : 이옥란 남친이 될뻔한 역

## 시청률
최저 시청률과 최고 시청률은 시청률 조사회사와 지역별로 시청률에 차이가 있을 수 있습니다.
| 2020년      | 2020년      | 2020년         | 2020년       | 2020년 |
| 회차        | 방송일      | AGB 시청률     | AGB 시청률   |        |
| 회차        | 방송일      | 대한민국(전국) | 서울(수도권) |        |
| ----------- | ----------- | -------------- | ------------ | ------ |
| 제1회       | 5월 13일    | 2.039%         | 2.401%       |        |
| 제2회       | 5월 14일    | 2.950%         | 3.647%       |        |
| 제3회       | 5월 20일    | 1.690%         | 1.873%       |        |
| 제4회       | 5월 21일    | 2.827%         | 3.039%       |        |
| 제5회       | 5월 27일    | 1.724%         | 1.800%       |        |
| 제6회       | 5월 28일    | 2.369%         | 2.312%       |        |
| 제7회       | 6월 3일     | 1.850%         | 1.934%       |        |
| 제8회       | 6월 4일     | 1.747%         | 1.801%       |        |
| 제9회       | 6월 10일    | 1.577%         | 1.512%       |        |
| 제10회      | 6월 11일    | 2.004%         | 2.235%       |        |
| 제11회      | 6월 17일    | 1.674%         | 1.591%       |        |
| 제12회      | 6월 18일    | 1.772%         | 1.498%       |        |
| 제13회      | 6월 24일    | 1.642%         | 1.418%       |        |
| 제14회      | 6월 25일    | 1.844%         | 1.832%       |        |
| 제15회      | 7월 1일     | 1.570%         | 1.370%       |        |
| 제16회      | 7월 2일     | 1.968%         | 1.854%       |        |
| 평균 시청률 | 평균 시청률 | 1.953%         | 2.007%       |        |

## 참고 사항
- 김예령, 김혜옥, 이한위는 KBS1 일일연속극《여름아 부탁해》에 이어서 다시 한번 더 호흡을 맞추는 계기가 되었다.
- 본 화면은 레터박스로 구성되었다.

## 동시간대 드라마
- KBS 수목 미니시리즈

《영혼수선공》 (2020년 5월 6일 ~ 2020년 6월 25일)
《출사표》 (2020년 7월 1일 ~8월 20일)
- MBC 수목드라마

《꼰대인턴》 (2020년 5월 20일 ~ 2020년 7월 1일)
《미쓰리는 알고 있다》 (2020년 7월 8일 ~ 2020년 7월 9일)
- JTBC 수목드라마

《쌍갑포차》 (2020년 5월 20일 ~ 2020년 6월 25일)
《우리, 사랑했을까》 (2020년 7월 8일 ~)

## 같이 보기
- 대한민국의 텔레비전 드라마 목록 (ㅇ)
- 2020년 대한민국의 텔레비전 드라마 목록